# Montebello (Quebec)
| Montebello                          |                 |
|                                     |                 |
| \| \| \| Brasão \|                  |                 |
| Coordenadas: 45°39′00"N, 74°56′00"O |                 |
| Província                           | Quebec          |
| Prefeito                            | Pierre Bertrand |
|                                     |                 |
| Área                                |                 |
| - Cidade                            | 7,95 km²        |
| Fuso horário                        | UTC -5/-4       |
| População (2006)                    |                 |
| - Cidade                            | 1080            |
| - Densidade                         | 136 hab/km²     |
|                                     |                 |
| Brasão                              |                 |

Montebello é um município da província do Quebec, Canadá, situado sobre a parte norte do Rio Ottawa, entre as cidades de Ottawa e Montreal. O município fazia parte da senhoria da Petit-Nation, propriedade, dentre outros, de Louis-Joseph Papineau, cuja residência é um patrimônio histórico nacional canadense.